# Аносовский сельсовет
Ано́совский сельсове́т — упразднённое сельское поселение в Тындинском районе Амурской области.
Административный центр — посёлок Аносовский.

## История
На основании решения Амурского облисполкома от 22.12.1972 года № 531 образован Аносовский сельский Совет депутатов трудящихся.
3 августа 2005 года в соответствии с Законом Амурской области № 32-ОЗ муниципальное образование наделено статусом сельского поселения.
Упразднено в январе 2021 года в связи с преобразованием муниципального района в муниципальный округ.

## Население
| 2002 | 2010 | 2011 | 2012 | 2013 | 2014 | 2015 |
| ---- | ---- | ---- | ---- | ---- | ---- | ---- |
| 257  | ↘233 | ↘231 | ↗243 | ↘229 | ↘215 | ↘205 |
| 2016 | 2017 | 2018 |      |      |      |      |
| ↗212 | ↘198 | ↗200 |      |      |      |      |

## Состав сельского поселения
| № | Населённый пункт | Тип населённого пункта          | Население |
| - | ---------------- | ------------------------------- | --------- |
| 1 | Аносовский       | посёлок, административный центр | ↗200      |